# عصر الستاثري
عصر الستاثري (باللاتينية: Statherian)، (بالإغريقية : statherós = σταθερός = "الثبات، الأستقرار")، وهو رابع عصور حقبة الطلائع القديمة والأخير، امتد من 1800 إلى 1600 مليون سنة مضت، لمدة 200 مليون سنة تقريبا. تم تعريف هذا العصر زمنياً ولا يُشار إليه بمستوى معين لطبقة صخرية على الأرض.
اتصف هذا العصر بتشكل معظم القارات إما عن طريق أرصفة جديدة أو التحام كراتوني نهائي لأحزمة مطوية. وفي بداية هذا العصر تجمعت قارة كولومبيا" العظمى.